# Roger Foirier
 (novembre 2017).
Si vous disposez d'ouvrages ou d'articles de référence ou si vous connaissez des sites web de qualité traitant du thème abordé ici, merci de compléter l'article en donnant les références utiles à sa vérifiabilité et en les liant à la section « Notes et références ».
Roger Foirier, né le 9 août 1910 à Suresnes (Seine) et mort le 19 janvier 1989, est un militant trotskiste français.

## Biographie
Roger Foirier est issu d'une famille de militants de gauche. Son père, ouvrier ébéniste, était proche des milieux anarcho-syndicaliste[Combien ?], sa mère, connue plus tard sous son nom de scène de Gina Foriani, était militante socialiste SFIO, puis au sein du Parti socialiste ouvrier et paysan de Marceau Pivert.
D'abord ouvrier à Paris après l'obtention de son certificat d'études, il décroche en 1929 le concours de l'École nationale supérieure des arts décoratifs. Membre des jeunesses socialistes dès 1929, il adhère aux étudiants socialistes deux ans plus tard.
En 1931, il participe activement à la fondation des "Campeurs rouge", sorte de mouvement scout d'inspiration socialiste, qui va donner naissance en 1932 aux "Amis de l’enfance ouvrière" plus connue sous le nom de Faucons rouges. Il bénéficie pour cela de l'aide du député social-démocrate allemand, Kurt Löwenstein, principal animateur du mouvement équivalent outre-Rhin[pas clair]. Pendant quatre ans, Roger Foirier consacre l'essentiel de son activité à l'animation de ce mouvement de jeunesse.
Après son service militaire, qu'il effectue en 1934-1935, il obtient un poste de professeur de dessin à Suresnes. 
Entretemps, il avait découvert les positions de la Ligue communiste, organisation trotskiste française, et fait la connaissance d'Yvan Craipeau. Tout en continuant de militer aux jeunesses socialistes, il y défendit cependant les positions trotskistes. Lorsque, en 1935, le mouvement trotskiste français connaît une de ses nombreuses scissions, il rejoint le groupe La Commune, animé par Raymond Molinier et Pierre Frank, qui va donner naissance au Parti communiste internationaliste. Compte tenu de cet engagement hors SFIO, il est exclu des Faucons rouges en 1936. Il fonde alors le mouvement des Pionniers rouges, qui eut un succès bien moindre.
En 1938, les jeunesses communistes internationalistes, dont il faisait partie, décident de rejoindre les jeunesses socialistes ouvrières et paysannes, dépendant du PSOP. Roger Foirier entre alors au Bureau national des JSOP, mais sur intervention de Marceau Pivert, qui n'apprécie pas cette forme d'entrisme, il est exclu en 1939.
Mobilisé en août 1939, il participe aux combats des premiers mois de la guerre, avant d'être libéré en août de l'année suivante.
Il participe alors à la reconstruction d'un mouvement trotskiste, avec Henri Molinier, Jacques Grinblat et Rodolphe Prager. Il ne passa cependant dans la clandestinité complète qu'en mars 1944.
Après guerre, il reste fidèle au Parti communiste internationaliste et s'occupe plus particulièrement de l'activité politique en direction de la jeunesse. Entré au Parti socialiste unifié en 1959, tout en restant membre du PCI, il quitta l'organisation trotskiste en même temps que le PSU en 1963, au moment de la scission conduisant à l'exclusion de Michel Raptis (dit "Pablo").
Il poursuivit son activité militante de façon indépendante, jusqu'à la fin des années 1970.